# Thrypticomyia carolinensis
Thrypticomyia carolinensis là một loài ruồi trong họ Limoniidae. Chúng phân bố ở miền Australasia.